# М'ясников Сергій Вікторович
Сергій Вікторович М'ясников (рос. Сергей Викторович Мясников; нар. 8 жовтня 1968, Москва, СРСР) — радянський та російський футболіст, нападник та півзахисник.

## Життєпис
Вихованець ЕШВСМ Москва, перший тренер — В. Бобков. У першій половині сезону 1984 року виступав за дублюючий склад клубу першої ліги «Таврія» (Сімферополь), за основну команду зіграв один матч — 31 липня у віці 15 років провів 120 хвилин у виїзному поєдинку 1/64 фіналу Кубку СРСР проти «Цілинника» (1:2). Потім перейшов до московського «Спартака», у 1984—1985 роках зіграв 20 матчів за дубль, відзначився одним голом. У 1985 році провів чотири матчі за фарм-клуб — «Червону Пресні». Сезон 1986 року розпочав у дніпропетровському «Дніпрі» — 7 ігор, 2 голи за дубль, потім перейшов у команду першої ліги ЦСКА — 6 поєдинків. У 1987 році зіграв за ЦСКА у вищій лізі 5 матчів і 20 поєдинків (9 м'ячів) — у турнірі дублерів. Сезон 1989 року розпочав знову в «Червоній Пресні» — 18 матчів, потім перейшов до «Дніпра» (Могильов), де за 2,5 сезони в 79 матчах відзначився 4 м'ячі. Пізніше грав у польських клубах «Варта» Познань (1991/92), «Сталь» Мелець (1992/93), «Стілон» Гожув-Великопольський (1993/94), «Погонь» Лемборк (1995/96), «Балтик» Гдиня (1995/96).
Переможець юнацького турніру УЄФА 1985 року.

## Титули і досягнення
- Чемпіон Європи (U-16): 1985